# Odd Eye Circle
Le Odd Eye Circle (오드 아이 써클?; abbreviato in OEC; spesso stilizzato in maiuscolo) sono un gruppo femminile sudcoreano formato da Kim Lip, JinSoul e Choerry. Sono state create come la seconda suddivisione delle Loona, gruppo composto da altri 9 membri che ha debuttato nel 2018. Le Odd Eye Circle hanno pubblicato il loro EP di debutto Mix & Match il 21 settembre 2017, come parte del "progetto pre-debutto" delle Loona.
Dopo una battaglia legale tra i membri e la loro agenzia, ossia la Blockberry Creative, tutti e 12 i contratti dei membri sono stati terminati nel corso della prima metà del 2023. Il trio ha, subito dopo, firmato con l'etichetta Modhaus insieme alle compagne Heejin e Haseul, e insieme a loro ha formato il progetto "ARTMS". Le Odd Eye Circle hanno ripreso le attività come trio, pubblicando il loro EP di ritorno Version Up, uscito il 12 luglio 2023, quasi 6 anni dopo il loro debutto.

## Formazione
- Kim Lip (김립; Kim Jung-eun) – Leader, voce
- JinSoul (진솔; Jung Jin-sol) – voce
- Choerry (최리; Choi Ye-rim) – voce

## Discografia

### EP
- 2017 – Mix & Match
- 2023 – Version Up

### Riedizioni
- 2017 – Max & Match

## Videografia
- Girl Front (2017)
- Sweet Crazy Love (2017)
- Air Force One (2023)